# キム・ヘジン (女優)
キム・ヘジン（1975年2月28日 - ）は大韓民国出身の女優。

## 経歴
弘益大学校産業デザイン科を首席で卒業。26歳で最年少の部長となるも、退職して芸能界入りする。100以上の広告に出演したCMクイーンでもある。

## 主な出演作

### 映画
- 2004年 Some
- 2004年 スカーレット・レター - オ・ヨンシム 役
- 2008年 過速スキャンダル - リポーター 役
- 2009年 飛翔 - ソンジュ 役
- 2010年 IRIS-アイリス- - ヤン・ジョンイン 役

### ドラマ
- 1999年 KBS2 夫婦クリニック 愛と戦争 - ゲスト
- 2003年 SBS 狎鴎亭の宗家
- 2003年 KBS2 走れ，母さん
- 2004年 KBS2 ランラン18歳
- 2004年 KBS1 不滅の李舜臣
- 2004年 KBS2 オールドミス・ダイアリー - オ・ユナ 職場同僚 役
- 2004年 SBS パリの恋人 - 衣類売場マネジャー 役
- 2004年 KBS2 美しい誘惑
- 2004年 MBC 水花の村の人々
- 2005年 MBC 第5共和国 - スージー・キム (キム・オクプン) 役
- 2005年 KBS2 薔薇色の人生 - 看護師 役
- 2006年 tvN 恋するハイエナ
- 2008年 tvN 銭の戦争
- 2008年 dramax アリバイ株式会社 - シン社長 役
- 2009年 KBS2 IRIS-アイリス- ヤン・ジョンイン 役
- 2010年 MBC トンイ - ソリ 役
- 2010年 KBS1 戦友 - ジョンイム 役
- 2011年 KBS2 愛を信じます - ユン・ジス 役
- 2011年 KBS2 第7曜日 - ク・ユラ 役

### 芸能
- 2007年 IS Plus プラスパンパン
- 2008年 コメディTV ゴースト スポット シーズン3
- 2010年 KBS2 甘い夜 - 進行者
- 2011年 XTM 女神バンド

### 演劇
- 2005年 六分の六

### 経歴
- 2006年 芸能人ヒマラヤ アイルランド ピーク遠征隊隊員

### 広告
- 2001年 SK Enclean エンクリーン
- 2004年 大宇マグナス (シボレーエピカ)
- 2004年 オクシ 水を飲むカバ
- 2005年 南陽乳業 アイエムマド Part.1
- 2005年 南陽乳業 アイエムマド Part.2
- 2005年 LG生活健康
- 2005年 プルムウォン
- 2005年 農協
- 2005年 ベンツグラス ゴルフウェア
- 2005年 ハナエスエル
- 2005年 LGテレコム (現.LGユープラス)
- 2006年 東亜製薬 バッカス
- 2006年 現代海上火災保険 ハイカー
- 2007年 ヤクルト 八道ビビン麺
- 2007年 CJ ライオン ビートドラム
- 2007年 バスキン・ロビンス 31
- 2007年 テトール シャワーフォーム
- 2007年 LGテレコム(現.LGユープラス) マイLG 070
- 2008年 SK
- 2008年 トゥレ ジュール
- 2008年 オットギ 3分料理
- 2008年 韓国ベーリンガーインゲルハイム Dulcolax®-S
- 2009年 NS農水産ホームショッピング

### ミュージックビデオ
- 2004年 : Lyn 愛したじゃない
- 2007年 : オ・ユニェ - I wish
- 2009年 : ノ・イジュ - 愛万事

## 受賞経歴
- 2002年 : 斗山メイクイーン選抜大会
- 2007年 : 韓国モデル賞授賞式 CFモデル賞